# Герб Великого Устюга
Герб Великого Устюга — официальный символ города Великий Устюг, наряду с его флагом и гимном.

## Описание
Геральдическое описание (блазон) гласит:
В зелёном поле над серебряной волнистой оконечностью золотая земля с возвышением слева, на которой полулежит, опираясь на возвышение, обращённый вправо Нептун в зелёном лавровом венке и опускающейся от пояса серебряной одежде, держащий два косвенно опрокинутых навстречу друг другу червлёных (красных) кувшина с изливающейся серебряной водой; один кувшин под десницей Нептуна на его коленях, другой — под его шуйцей (левой рукой) на возвышении. В вольной части — герб Вологодской области.

## История
Первый герб Великого Устюга был утверждён 2 октября 1780 года для Устюжского полка (описание: "лежащий Нептун на берегу держит в обеих руках кувшины, из которых льется вода в одно место; кувшины красные, вода белая, поле зелёное"), а затем уже именно городу Высочайше пожалован Екатериной II 2 октября 1781 г. вместе с другими гербами Вологодского наместничества (в тексте ПСЗ РИ, № 15069, стоит дата 2.10.1780 г., но на листе с рисунками - 2.10.1781 г.). 